# Campos de Júlio
Campos de Júlio é um município brasileiro do estado de Mato Grosso e um dos principais produtores de grãos deste estado. Está localizado na latitude sul 13º53'58", longitude oeste 59º08'51", altitude de 650 metros acima do nível do mar. Em 2010, sua população estimada era de 5.124 habitantes. Sua área total é de 6.804,577 km².

## Etimologia
O nome do município homenageia Júlio José de Campos, grande latifundiário da região; e os campos do território do município, que possuem topografia plana, com terras férteis e próprias para o cultivo da soja.

## História
A área do atual município de Campos de Júlio era originalmente povoada por indígenas das etnias Nambikwára e Enawenê-nawê, que ainda consideram parte deste território como sagrado, já que seus antepassados viveram nesta região.
A ideia de colonizar a região surgiu no durante o mandato de Júlio José de Campos e foi empreendida por Valdir Massuti, que trouxe famílias da região Sul do Brasil para formar o povoado inicial, que já possuía milhares de hectares de plantação de soja a sua volta.
A localidade foi elevada a distrito de Comodoro em 13 de maio de 1986 (Lei Estadual nº 5.000) e a município em 28 de novembro de 1994 (Lei Estadual nº 6.561).

## Geografia
É limitado a oeste pelos municípios de Nova Lacerda e Comodoro, a sul por Conquista d'Oeste e a leste por Tangará da Serra e Sapezal.

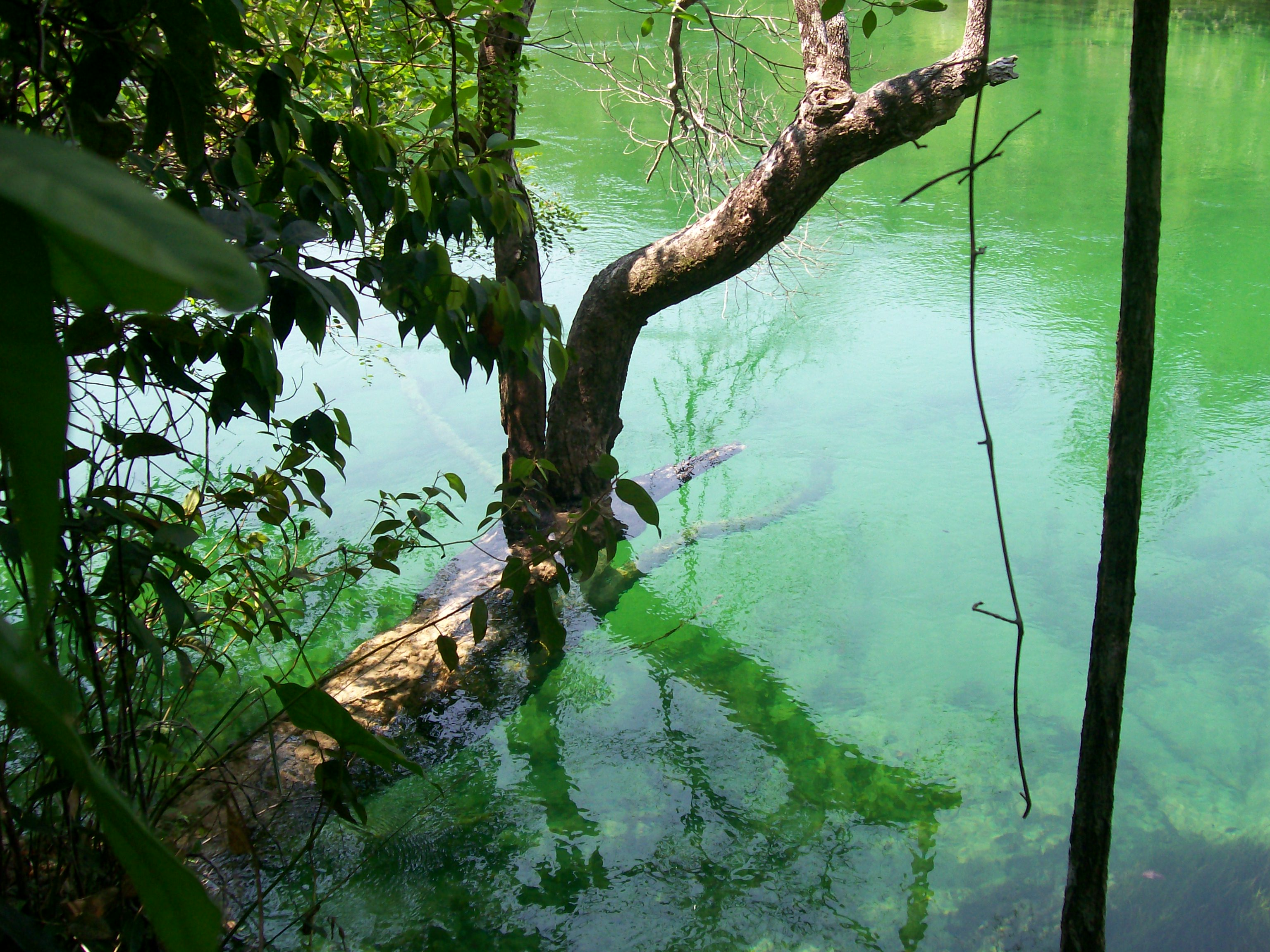
Rio Juina - Campos de Júlio -MT

### IDH
Nas últimas duas décadas, Campos de Júlio teve um incremento no seu IDHM acima da média de crescimento nacional (47,46%) e estadual (61,47%): foi de 61,74%.
Em 2010, Índice de Desenvolvimento Humano Municipal (IDHM) de Campos de Júlio era de 0,744. Entre 2000 e 2010, as dimensões que mais cresceram foram: Educação (0,158), Renda e Longevidade. E, no período anterior (1991 a 2000): Educação (0,241), Renda e Longevidade.
Em 2010, o município de Campos de Júlio ocupava a 667ª posição nacional (dentre os 5.565 municípios) e a 9ª posição estadual (dentre os 141 municípios do Mato Grosso).
IDH de Campos do Júlio nos últimos levantamentos:
- 2010: 0,744
- 2000: 0,636
- 1991: 0,460

## Religião
Em 2010, as principais religião no Município de Campos de Júlio eram:
| Religião       | %    |
| -------------- | ---- |
| Catolicismo    | 60,7 |
| Protestantismo | 32,2 |
| Sem religião   | 4,3  |
| Outras         | 2,8  |

## Últimos prefeitos eleitos
| Ano  | Prefeito        | Partido  | Votos | %     | Ref    |
| ---- | --------------- | -------- | ----- | ----- | ------ |
| 2004 | José Odil       | PFL      | 2.035 | 100   | [ 19 ] |
| 2008 | Claides Masutti | PMDB     | 1.660 | 51,71 | [ 20 ] |
| 2012 | Dirceu Comiran  | PSD      | 1.948 | 60,12 | [ 21 ] |
| 2016 | Ze Odil         | PP       | 2.439 | 77,60 | [ 22 ] |
| 2020 | Parma           | PATRIOTA | 1.949 | 55,15 | [ 23 ] |